# 山岡重信
山岡 重信（やまおか しげのぶ、1931年2月15日 - 2022年6月20日）は日本の指揮者。東京都生まれ。
早稲田大学理工学部在学中より、早稲田大学交響楽団（アマチュア・オーケストラ）を指揮する。卒業後読売日本交響楽団ヴィオラ奏者としても活躍。プロ指揮者としては1967年デビュー。同年、第1回民音指揮者コンクールで第2位に入賞。翌年には日本音楽舞踏批評家協会賞も受賞。
藤原歌劇団副指揮者、読売日本交響楽団副指揮者を経て1969年より1972年まで読売日本交響楽団指揮者、1969年より1970年まで札幌交響楽団指揮者、1972年より1976年まで東京都交響楽団指揮者を務めた。その後も、群馬交響楽団、ニューフィルハーモニーオーケストラ千葉にて、指揮者を歴任した。1979年には日本大学芸術学部研究所教授にも就任した。
近年はアマチュア・オーケストラの指揮者としての活躍が多かった。